# Arrondissement de Morlaix
L'arrondissement de Morlaix est un arrondissement français situé dans le département du Finistère et la Bretagne.

## Composition

### Composition avant 2017

Délimitation avant 2017.

L'arrondissement de Morlaix comprenait les cantons suivants (découpage d'avant 2015) :
- Canton de Landivisiau ;
- Canton de Lanmeur ;
- Canton de Morlaix ;
- Canton de Plouescat ;
- Canton de Plouigneau ;
- Canton de Plouzévédé ;
- Canton de Saint-Pol-de-Léon ;
- Canton de Saint-Thégonnec ;
- Canton de Sizun ;
- Canton de Taulé.

De 2015 à 2017, il comprenait les cantons suivants :
- Canton de Landivisiau ;
- Canton de Morlaix ;
- Canton de Plouigneau ;
- Canton de Saint-Pol-de-Léon.

### Découpage communal depuis 2015
Depuis 2015, le nombre de communes des arrondissements varie chaque année soit du fait du redécoupage cantonal de 2014 qui a conduit à l'ajustement de périmètres de certains arrondissements, soit à la suite de la création de communes nouvelles. Le nombre de communes de l'arrondissement de Morlaix est ainsi de 60 en 2015, 59 en 2016 et 60 en 2017.
La composition de l'arrondissement est modifiée par l'arrêté du 1er décembre 2016 entrant en vigueur le 1er janvier 2017.
Au 1er janvier 2024, l'arrondissement groupe les 59 communes suivantes :
1. Bodilis
2. Botsorhel
3. Carantec
4. Cléder
5. Le Cloître-Saint-Thégonnec
6. Commana
7. Garlan
8. Guerlesquin
9. Guiclan
10. Guimaëc
11. Guimiliau
12. Henvic
13. Île-de-Batz
14. Lampaul-Guimiliau
15. Landivisiau
16. Lanhouarneau
17. Lanmeur
18. Lannéanou
19. Loc-Eguiner
20. Locmélar
21. Locquénolé
22. Locquirec
23. Mespaul
24. Morlaix
25. Pleyber-Christ
26. Plouégat-Guérand
27. Plouégat-Moysan
28. Plouénan
29. Plouescat
30. Plouezoc'h
31. Plougar
32. Plougasnou
33. Plougonven
34. Plougoulm
35. Plougourvest
36. Plouigneau
37. Plounéour-Ménez
38. Plounéventer
39. Plounévez-Lochrist
40. Plourin-lès-Morlaix
41. Plouvorn
42. Plouzévédé
43. Roscoff
44. Saint-Derrien
45. Saint-Jean-du-Doigt
46. Saint-Martin-des-Champs
47. Saint-Pol-de-Léon
48. Saint-Sauveur
49. Saint-Servais
50. Sainte-Sève
51. Saint-Thégonnec Loc-Eguiner
52. Saint-Vougay
53. Santec
54. Sibiril
55. Sizun
56. Taulé
57. Tréflaouénan
58. Tréflez
59. Trézilidé

## Démographie
En 2022, l'arrondissement comptait 130 880 habitants.
| 1968    | 1975    | 1982    | 1990    | 1999    | 2006    | 2011    | 2016    | 2021    |
| ------- | ------- | ------- | ------- | ------- | ------- | ------- | ------- | ------- |
| 119 005 | 121 124 | 124 442 | 122 873 | 121 331 | 126 011 | 128 996 | 128 830 | 129 938 |

| 2022    | - | - | - | - | - | - | - | - |
| ------- | - | - | - | - | - | - | - | - |
| 130 880 | - | - | - | - | - | - | - | - |

## Sous-préfets
| Période           | Période          | Identité                                 | Fonction précédente | Observation                                       |
| ----------------- | ---------------- | ---------------------------------------- | ------------------- | ------------------------------------------------- |
| 1800              | 1813             | Denis Duquesne                           |                     |                                                   |
| 1813              | 1814             | Maxime de Choiseul d'Aillecourt          |                     |                                                   |
| 1814              | …                | Beaumont                                 |                     |                                                   |
| …                 |                  |                                          |                     |                                                   |
| ca 1843-1847      | …                | Léziart                                  |                     |                                                   |
| …                 |                  |                                          |                     |                                                   |
| …                 | 1851             | Baron Charles Victor Louis Richard       |                     |                                                   |
| …                 |                  |                                          |                     |                                                   |
| ca 1872           | 1873             | Clair Marie de Meynard                   |                     | chevalier de la Légion d'honneur                  |
| 1873              |                  | Charles Lefebvre du Grosriez             |                     |                                                   |
| 1876              |                  | de Bastard                               |                     |                                                   |
| 7 juillet 1876    | 24 mai 1877      | Victor Michel Adolphe Sénécal            |                     |                                                   |
| …                 |                  |                                          |                     |                                                   |
| 25 mars 1879      |                  | Georges Prosper Cleiftie                 |                     |                                                   |
| 26 mars 1880      | 22 novembre 1880 | Antoine Simon Franceschi                 |                     |                                                   |
| 23 novembre 1880  |                  | Émile Marie Paitel                       |                     |                                                   |
| 5 septembre 1881  |                  | Eugène François Gérodias                 |                     |                                                   |
| …                 |                  |                                          |                     |                                                   |
| 12 février 1887   |                  | Adrien Joseph Auguste Arnauld de Pranuef |                     |                                                   |
| …                 |                  |                                          |                     |                                                   |
| 8 juin 1889       |                  | Paul Alfred Cathala                      |                     |                                                   |
| …                 |                  |                                          |                     |                                                   |
| 26 septembre 1899 |                  | Adolphe Léopold Cauchy                   |                     |                                                   |
| …                 |                  |                                          |                     |                                                   |
| 5 septembre 1904  |                  | Lucien Frédéric Philippe Bourienne       |                     |                                                   |
| 30 décembre 1905  |                  | Louis Joseph Carles                      |                     |                                                   |
| 26 février 1911   |                  | Maurice Auguste Alfred Georges de Veulle |                     | Non installé                                      |
| 22 mars 1911      | 19 octobre 1911  | Arnaud Alexandre Poivert                 |                     |                                                   |
| 20 octobre 1911   |                  | Gaston Édouard Tharsille Malherbe        |                     |                                                   |
| …                 |                  |                                          |                     |                                                   |
| 3 mars 1914       | 5 décembre 1917  | Henry Jean François Cassé-Barthe         |                     |                                                   |
| 5 décembre 1917   |                  | Alexis Auguste Fruit                     |                     |                                                   |
| …                 |                  |                                          |                     |                                                   |
| 20 février 1921   |                  | Charles Marie Étienne Larquet            |                     |                                                   |
| …                 |                  |                                          |                     |                                                   |
| 15 mai 1926       | 29 mai 1926      | Édouard Bouquet                          |                     |                                                   |
| 29 mai 1926       | 29 mai 1926      | Hyacinthe Charles Tomasini               |                     | Maintenu en disponibilité                         |
| 29 mai 1926       |                  | Charles Sébastien François Marie Dangel  |                     |                                                   |
| …                 |                  |                                          |                     |                                                   |
| 29 mai 1928       | 20 mai 1930      | Fernand Marie Georges Joseph Gervais     |                     |                                                   |
| 21 mai 1930       |                  | Adrien Clément Sarraute                  |                     |                                                   |
| …                 |                  |                                          |                     |                                                   |
| 29 mai 1936       | 6 juin 1939      | Jean Désiré Fernand Pierre Servain       |                     |                                                   |
| 6 juin 1939       |                  | Pierre Monzat                            |                     | non installé - nommé préfet de l'Ariège           |
| …                 |                  | Vacance                                  |                     |                                                   |
| octobre 1940      | novembre 1940    | Yann Fouéré                              |                     | Sous-préfet par intérim de Morlaix (sous réserve) |
| …                 |                  |                                          |                     |                                                   |
| 7 janvier 1943    | 12 décembre 1944 | Pierre François Capifali                 |                     |                                                   |
| …                 |                  |                                          |                     |                                                   |
| 1991              | 1994             | Georges Geoffret                         |                     |                                                   |
| 1994              | 1998             | Jean-Pierre Jeissou                      |                     |                                                   |
| 1998              | 1998             | Gérard Marty                             |                     |                                                   |
| 1998              | 2000             | Jean-Pierre Cazenave-Lacrouts            |                     |                                                   |
| 2001              | 2005             | Jean-Claude Bernard                      |                     |                                                   |
| 2005              | 2008             | Agnès Pinault                            |                     |                                                   |
| 2008              | 2012             | Jean-Yves Chiaro                         |                     |                                                   |
| 2012              | 2014             | Philippe Loos                            |                     |                                                   |
| 2014              | 2017             | Philippe Beuzelin                        |                     |                                                   |
| mai 2017          |                  | Gilles Quénéhervé                        |                     |                                                   |